# Дуглас, Арчибальд, 2-й лорд Дуглас
Арчибальд I Дуглас (англ. Archibald I of Douglas, ум. после 1240) — 2-й лорд Дуглас, сын Уильяма, 1-го лорда Дугласа.

## Биография
Впервые имя Арчибальда упомянуто в акте, датированным 1198 годом, который епископ Глазго Джоселин предоставил аббатству Мелроз право на усадьбу в Глазго. Имя Арчибальда располагается в этом акте между именами Алана Фиц-Уолтера, Верховного Стюарта Шотландии, и Роберта Монтгомери.
После смерти отца около 1213 года Арчибальд унаследовал его владения. До 1226 года он смог увеличить их, получив земли в Хермистоне и Ливингстоне, сюзереном которых был мормэр Файфа Малькольм I.
К 1226 году Арчибальд был посвящён в рыцари. В этом году его имя упомянуто в нескольких актах короля Шотландии.
В 1238 году Арчибальд состоял в свите короля Александра II.
Последний раз в документах Арчибальд упомянут в 1239 году. Вероятно, что он умер вскоре после этого. Наследовал ему старший сын Уильям II.

## Брак и дети
Имя жены Арчибальда не известно. Возможно его женой была Маргарет Кроуфорд, дочь Джона Кроуфорда из Кроуфорджона. Дети:
- Уильям II (ум. до 20 октября 1274), 3-й лорд Дуглас
- Эндрю Дуглас из Хермистона (ум. ок. 1277)